# Cryptolarella contorta
Cryptolarella contorta är en nässeldjursart som först beskrevs av George James Allman 1888.  Cryptolarella contorta ingår i släktet Cryptolarella och familjen Lafoeidae. Inga underarter finns listade i Catalogue of Life.